# Malajzia az 1976. évi nyári olimpiai játékokon
Malajzia a kanadai Montréalban megrendezett 1976. évi nyári olimpiai játékok egyik részt vevő nemzete volt. Az országot az olimpián 5 sportágban 23 sportoló képviselte, akik érmet nem szereztek.

## Atlétika
Férfi
| Versenyző       | Versenyszám     | Előfutam | Előfutam | Előfutam | Negyeddöntő | Negyeddöntő | Negyeddöntő | Elődöntő | Elődöntő | Elődöntő | Döntő   | Döntő    |
| Versenyző       | Versenyszám     | Idő      | Hely.    | Össz.    | Idő         | Hely.       | Össz.       | Idő      | Hely.    | Össz.    | Idő     | Helyezés |
| --------------- | --------------- | -------- | -------- | -------- | ----------- | ----------- | ----------- | -------- | -------- | -------- | ------- | -------- |
| Ramli Ahmad     | 100 m           | 10,98    | 6.       | 52.      | kiesett     | kiesett     | kiesett     | kiesett  | kiesett  | kiesett  | kiesett | kiesett  |
| Ramli Ahmad     | 200 m           | 21,92    | 5.       | 31.      | kiesett     | kiesett     | kiesett     | kiesett  | kiesett  | kiesett  | kiesett | kiesett  |
| Ishtiaq Mubarak | 110 m gát       | 14,27    | 5.       | 19.      |             |             |             | 14,21    | 8.       | 16.      | kiesett | kiesett  |
| Khoo Chong Beng | 20 km gyaloglás |          |          |          |             |             |             |          |          |          | 1:40:16 | 32.      |

## Gyeplabda
| Malajziai férfi gyeplabdacsapat-játékoskeret | Malajziai férfi gyeplabdacsapat-játékoskeret |
| --- | --- |
| - Mohinder Singh Amar - Singaram Balasingam - Francis Belavantheran - Anthony Cruz - Avtar Singh Gill - Wong Choon Hin - Ow Soon Kooi - Poon Fook Loke | - Murugesan Mahendran - Lam Kok Meng - Nallasamy Padanisamy - Ramalingam Pathmarajah - Rengasamy Ramakrishnan - Sri Shanmuganathan - Azaari Mohamed Zain - Khair-ud-Din bin Zainal |

### Eredmények
Csoportkör
A csoport
| Csapat           | M | Gy | D | V | G+ | G– | Gk | P  |
| ---------------- | - | -- | - | - | -- | -- | -- | -- |
| Hollandia (NED)  | 5 | 5  | 0 | 0 | 11 | 3  | +8 | 10 |
| Ausztrália (AUS) | 5 | 3  | 0 | 2 | 14 | 6  | +8 | 6  |
| India (IND)      | 5 | 3  | 0 | 2 | 12 | 9  | +3 | 6  |
| Malajzia (MAS)   | 5 | 2  | 0 | 3 | 3  | 7  | –4 | 4  |
| Kanada (CAN)     | 5 | 1  | 0 | 4 | 4  | 11 | –7 | 2  |
| Argentína (ARG)  | 5 | 1  | 0 | 4 | 4  | 12 | –8 | 2  |

| 1976. július 18. | Ausztrália (AUS) | 2 – 0   | Malajzia (MAS) |  |
| 1976. július 18. | Bell Riley       | (1 – 0) |                |  |

| 1976. július 20. | Hollandia (NED) | 2 – 0   | Malajzia (MAS) |  |
| 1976. július 20. | Litjens 2       | (0 – 0) |                |  |

| 1976. július 21. | Malajzia (MAS) | 2 – 0   | Argentína (ARG) |  |
| 1976. július 21. | Mahendran Kooi | (0 – 0) |                 |  |

| 1976. július 23. | Malajzia (MAS) | 1 – 0   | Kanada (CAN) |  |
| 1976. július 23. | Fook Loke      | (0 – 0) |              |  |

| 1976. július 24. | India (IND)      | 3 – 0   | Malajzia (MAS) |  |
| 1976. július 24. | Kumar 2 S. Singh | (2 – 0) |                |  |

Az 5–8. helyért
| 1976. július 29. | Spanyolország (ESP) | 2 – 1   | Malajzia (MAS) |  |
| 1976. július 29. | Amat Jaime Arbós    | (1 – 0) | Hin            |  |

A 7. helyért
| 1976. július 30. | India (IND) | 2 – 0   | Malajzia (MAS) |  |
| 1976. július 30. | Khan 2      | (0 – 0) |                |  |

| Csapat         | Helyezés |
| -------------- | -------- |
| Malajzia (MAS) | 8.       |

## Kerékpározás

### Országúti kerékpározás
Férfi
| Versenyző   | Versenyszám   | Idő           | Helyezés      |
| ----------- | ------------- | ------------- | ------------- |
| Yahya Ahmad | Mezőnyverseny | nem ért célba | nem ért célba |

## Sportlövészet
Nyílt
| Versenyző   | Versenyszám | Pont | Helyezés |
| ----------- | ----------- | ---- | -------- |
| Ally Ong    | Skeet       | 181  | 50.      |
| Edmund Yong | Skeet       | 169  | 64.      |

## Úszás
Férfi
| Versenyző        | Versenyszám | Előfutam | Előfutam | Előfutam | Elődöntő | Elődöntő | Elődöntő | Döntő   | Döntő    |
| Versenyző        | Versenyszám | Idő      | Hely.    | Össz.    | Idő      | Hely.    | Össz.    | Idő     | Helyezés |
| ---------------- | ----------- | -------- | -------- | -------- | -------- | -------- | -------- | ------- | -------- |
| Chiang Jin Choon | 100 m hát   | 1:05,86  | 6.       | 40.      | kiesett  | kiesett  | kiesett  | kiesett | kiesett  |
| Chiang Jin Choon | 200 m hát   | 2:21,04  | 7.       | 32.      |          |          |          | kiesett | kiesett  |